# 泰國太平洋航空
泰國太平洋航空是一家位於泰國的航空公司，在2003年成立，計劃在10月1日開始提供曼谷－悉尼航線服務，由一架波音747-200操作。可是在2004年航空公司停止運作，2006年泰國民航局撤銷了泰國太平洋航空的空運牌照。

## 機隊
- 1架波音747-200